# Mark Appel
Mark Stewart Appel (né le 15 juillet 1991 à Houston, Texas, États-Unis) est un ancien joueur professionnel de baseball.
Lanceur droitier prometteur à l'université Stanford, il est le premier athlète sélectionné lors du repêchage des joueurs amateurs en 2013 et est sélectionné par les Astros de Houston. Il joue 5 saisons professionnelles en ligues mineures. En 2018, à l'âge de 26 ans, il annonce qu'il quitte le baseball sans atteindre la Ligue majeure de baseball (MLB). Mark Appel n'est que le 3e premier choix du repêchage amateur de la MLB à ne jamais atteindre le plus haut niveau, après Steve Chilcott et Brien Taylor.

## Carrière
Après avoir joué au baseball à l'école secondaire Monte Vista à Danville en Californie, Mark Appel est en juin 2009 sélectionné par les Tigers de Détroit de la Ligue majeure de baseball au 15e tour du repêchage des joueurs amateurs. Ayant obtenu une bourse sportive de l'université Stanford, Appel repousse l'offre. 
Appel, un lanceur droitier, joue au baseball pour le Cardinal de Stanford. Les Pirates de Pittsburgh en font leur choix de première ronde au repêchage amateur de 2012. Considéré comme l'un des meilleurs, sinon le meilleur joueur disponible cette année-là, Appel n'est que le 8e joueur sélectionné au total car les clubs qui ont la chance de sélectionner les premiers redoutent que l'agent du jeune joueur, Scott Boras, n'exige un premier contrat professionnel au-dessus de leur budget. Les Pirates réclament néanmoins Appel mais refusent finalement de répondre à ses exigences financières ; Appel retourne jouer une autre saison pour le Cardinal de Stanford.

### Astros de Houston
De nouveau disponible au repêchage amateur de 2013, Mark Appel est cette fois le tout premier joueur sélectionné. Réclamé par les Astros de Houston, il accepte leur offre et paraphe un premier contrat professionnel assorti d'une prime à la signature de 6,35 millions de dollars, considérée inférieur à la valeur du marché, malgré ses ambitions de l'année précédente. Les Astros détenaient aussi le premier choix du repêchage de 2012 mais, inquiétés par ses exigences financières, avaient plutôt jetés leur dévolu sur Carlos Correa.
Appel gradue de Stanford avec un diplôme en sciences de la gestion et en ingénierie. 
Il rejoint les rangs du baseball professionnel en 2013 en jouant pour un premier club-école des Astros de Houston en ligues mineures. Dès ses premiers pas dans les rangs mineurs, il ressent des douleurs et de la tension dans son coude droit, mais continue de lancer en dépit de l'inconfort, motivé, dira-t-il plus tard, par les attentes élevées placées en lui. Les performances d'Appel sont inconstantes tout au long de son parcours en ligues mineures dans l'organisation des Astros. Pendant ce temps, les experts lentement perdent espoir : le classement des 100 meilleurs joueurs d'avenir dressé annuellement par Baseball America classe Appel 39e et 31e au début des saisons 2014 et 2015, respectivement, avant de l'en retirer l'année suivante. Sa balle rapide, touchant les 158 km/h les meilleurs jours, est maintenant chronométrée de 141 à 151 km/h, son changement de vitesse est inférieur à la moyenne et sa balle glissante ne lui procure qu'occasionnellement de bons résultats.

### Phillies de Philadelphie
Le 12 décembre 2015, les Astros échangent Mark Appel, qui n'a pas lancé un seul match dans les majeures avec Houston. Il passe aux Phillies de Philadelphie en compagnie des lanceurs droitiers Vincent Velasquez, Harold Arauz, Thomas Eshelman et du lanceur gaucher Brett Oberholtzer ; les Astros obtiennent en retour le lanceur de relève droitier Ken Giles et l'arrêt-court Jonathan Arauz.
Appel débute bien la saison 2016 au niveau Triple-A avec les IronPigs de Lehigh Valley, un club-école des Phillies, mais des douleurs au coude l'envoient quelques semaines plus tard sur la liste des joueurs blessés. En juin, une intervention chirurgicale pour retirer des fragments d'os de son coude droit met un terme à sa saison 2016.

### «Pause indéfinie» du baseball
L'année 2017 est la dernière saison d'Appel dans les ligues mineures. Sans avoir atteint les majeures, il annonce le 1er février 2018 qu'il prend une « pause indéfinie » du baseball à l'âge de 26 ans. Disant avoir d'autres passions et le désir d'être en santé, il se dit en paix avec l'idée d'être considéré comme le plus grand « fiasco » de l'histoire du repêchage des Ligues majeures : « J'ai eu de grandes attentes. Je ne les ai pas remplies pour certaines raisons. Si vous voulez m'appelez le plus grand fiasco du repêchage, vous pouvez dire cela ». 
Appel est le 3e joueur à avoir été la première sélection d'un repêchage amateur mais à n'avoir jamais évolué par la suite dans la Ligue majeure, après Steve Chilcott, sélectionné en 1966 par les Mets de New York, et Brien Taylor, premier choix des Yankees de New York en 1991.
En 81 matchs professionnels joués en 5 saisons dans les ligues mineures, de 2013 à 2017, Mark Appel affiche une moyenne de points mérités de 5,56 avec 315 retraits sur des prises en 375 manches et un tiers lancées.  